# Vidange perdue
Vidange perdue is een Belgische film uit 2006 geregisseerd door Geoffrey Enthoven.
De hoofdrol wordt gespeeld door Nand Buyl.

## Verhaal
Lucien Knops (Nand Buyl) is een knorrige, koppige bejaarde man. Na de dood van zijn vrouw overtuigde zijn dochter Gerda (Misée Wyns) hem om bij hem in te trekken. Dit leidt uiteraard tot strubbelingen omdat de levenswijze van Lucien enerzijds en Gerda, haar man en hun dochter Julie (Liesje Patteet) anderzijds te verschillend zijn. Verder negeert Lucien veel vragen en opmerkingen van Gerda omdat hij vindt dat hij niet moet gehoorzamen aan zijn eigen dochter.
Na het zoveelste incident is Gerda bijna overspannen en wil ze haar vader in een rusthuis steken. Tot haar opluchting stelt Lucien zelf voor om te verhuizen. Tot Gerda's ongenoegen gaat Lucien niet naar het rusthuis. Hij heeft besloten om terug te verhuizen naar zijn eigen woning. Dat is volgens hem geen probleem aangezien zijn nieuw lief ook komt inwonen. Gerda ziet in "dit nieuw lief" al direct de persoon die er met de erfenis vandoor zal gaan. Daarnaast wil Gerda graag een luxueuze camper kopen om op reis te gaan naar Spanje. Ze heeft trouwens al enkele keren bij Lucien geld proberen af te troggelen voor de aankoop.
Lucien geeft aan Julie toe dat hij geen nieuw lief heeft, maar dat Mathilde (Viviane De Muynck), de vrouw van zijn beste vriend Felix (Leo Achten), het huishouden komt doen. Eens verhuisd is al snel duidelijk dat Lucien met Mathilde al een seksuele affaire had toen zijn vrouw nog leefde. Ze hebben elkaar zelfs eeuwige trouw beloofd, maar dienen hun liefde geheim te houden zolang de man van Mathilde nog leeft.
Lucien komt al snel tot de conclusie dat het niet zo simpel is om alleen te wonen. Hij verveelt zich steendood wanneer Mathilde er niet is en verheugt zich wanneer Julie hem komt bezoeken. Dat laatste zal niet blijven duren, want Julie kondigt aan dat ze op Erasmus gaat naar Frankrijk.
Het leven van Lucien neemt een drastische verandering wanneer hij een nieuwe buurvrouw krijgt: de 46-jarige Sylvia (Marijke Pinoy).  Zij intrigreert Lucien, waardoor hij heropleeft. Sylvia leert Lucien hoe hij het huishouden moet doen, geeft hem computerlessen, ... Deze wending verontrust zowel Gerda als Mathilde.
Wanneer de vriendschap tussen Lucien en Sylvia een hoogtepunt bereikt, neemt Lucien een drastische beslissing in het voordeel van zijn eigen familie.